# Ел Макадам
Ел Макадам (англ. Al MacAdam, нар. 16 березня 1952, Шарлоттаун) — колишній канадський хокеїст, що грав на позиції крайнього нападника. Грав за збірну команду Канади.
Провів понад 900 матчів у Національній хокейній лізі. 

## Ігрова кар'єра
Хокейну кар'єру розпочав 1972 року виступами за команду «Ричмонд Робінс» в АХЛ.
1972 року був обраний на драфті НХЛ під 55-м загальним номером командою «Філадельфія Флаєрс». 
Протягом професійної клубної ігрової кар'єри, що тривала 13 років, захищав кольори команд «Ричмонд Робінс», «Фредеріктон Експрес», «Філадельфія Флаєрс»,  «Каліфорнія Голден-Сілс»,  «Клівленд Баронс»,  «Міннесота Норт-Старс» та  «Ванкувер Канакс».
Загалом провів 928 матчів у НХЛ, включаючи 64 гри плей-оф Кубка Стенлі.
Виступав за збірну Канади.

## Нагороди та досягнення
- Володар Кубка Стенлі в складі «Філадельфія Флаєрс» — 1974.
- Учасник матчу усіх зірок НХЛ — 1976, 1977.
- Приз Білла Мастерсона — 1980.

## Статистика
| Сезон        | Клуб                     | Ліга         | Регулярний сезон | Регулярний сезон | Регулярний сезон | Регулярний сезон | Регулярний сезон | Плей-оф | Плей-оф | Плей-оф | Плей-оф | Плей-оф |
| Сезон        | Клуб                     | Ліга         | І                | Г                | П                | О                | ШХ               | І       | Г       | П       | О       | ШХ      |
| ------------ | ------------------------ | ------------ | ---------------- | ---------------- | ---------------- | ---------------- | ---------------- | ------- | ------- | ------- | ------- | ------- |
| 1972–73      | «Ричмонд Робінс»         | АХЛ          | 68               | 19               | 32               | 51               | 42               | 4       | 0       | 2       | 2       | 0       |
| 1973–74      | «Філадельфія Флаєрс»     | НХЛ          | 5                | 0                | 0                | 0                | 0                | 1       | 0       | 0       | 0       | 0       |
| 1973–74      | «Ричмонд Робінс»         | АХЛ          | 62               | 23               | 22               | 45               | 36               | 5       | 1       | 4       | 5       | 4       |
| 1974–75      | «Каліфорнія Голден-Сілс» | НХЛ          | 80               | 18               | 25               | 43               | 55               |         |         |         |         |         |
| 1975–76      | «Каліфорнія Голден-Сілс» | НХЛ          | 80               | 32               | 31               | 63               | 49               |         |         |         |         |         |
| 1976–77      | «Клівленд Баронс»        | НХЛ          | 80               | 22               | 41               | 63               | 68               |         |         |         |         |         |
| 1977–78      | Клівленд Баронс»         | НХЛ          | 80               | 16               | 32               | 48               | 42               |         |         |         |         |         |
| 1978–79      | «Міннесота Норт-Старс»   | НХЛ          | 69               | 24               | 34               | 58               | 30               |         |         |         |         |         |
| 1979–80      | «Міннесота Норт-Старс»   | НХЛ          | 80               | 42               | 51               | 93               | 24               | 15      | 7       | 9       | 16      | 4       |
| 1980–81      | «Міннесота Норт-Старс»   | НХЛ          | 78               | 21               | 39               | 60               | 94               | 19      | 9       | 10      | 19      | 4       |
| 1981–82      | «Міннесота Норт-Старс»   | НХЛ          | 79               | 18               | 43               | 61               | 37               | 4       | 1       | 0       | 1       | 4       |
| 1982–83      | «Міннесота Норт-Старс»   | НХЛ          | 73               | 11               | 22               | 33               | 60               | 9       | 2       | 1       | 3       | 2       |
| 1983–84      | «Міннесота Норт-Старс»   | НХЛ          | 80               | 22               | 13               | 35               | 23               | 16      | 1       | 4       | 5       | 7       |
| 1984–85      | «Ванкувер Канакс»        | НХЛ          | 80               | 14               | 20               | 34               | 27               |         |         |         |         |         |
| 1985–86      | «Фредеріктон Експрес»    | АХЛ          | 11               | 0                | 4                | 4                | 5                |         |         |         |         |         |
| Усього в АХЛ | Усього в АХЛ             | Усього в АХЛ | 141              | 42               | 58               | 100              | 83               | 9       | 1       | 6       | 7       | 4       |
| Усього в НХЛ | Усього в НХЛ             | Усього в НХЛ | 864              | 240              | 351              | 591              | 509              | 64      | 20      | 24      | 44      | 21      |